# X-Ray Dog
X-Ray Dog — американская музыкальная библиотека, расположенная в Бербанке, штат Калифорния. X-Ray Dog сочиняет музыку для трейлеров голливудских фильмов и саундтреки к ним. X-Ray Dog сочиняют и играют помпезную, грандиозную, эпическую, оркестровую музыку, так же как и компании Immediate Music, Two Steps From Hell и Audiomachine. Большинство их музыкальных произведений создано для приключенческих фильмов, фэнтези, научной фантастики, исторических фильмов.

## Список фильмов
Ниже представлен неполный список фильмов, в чьих трейлерах и саундтреках звучит музыка X-Ray Dog:
- 10 000 лет до нашей эры: Ain’t Dead Yet
- Австралия
- Александр: Clash of Arms
- Аполлон-13: Countdown
- Белый плен: Party At My House
- В диких условиях: Acts of courage
- Наблюдатель: Darkness and Light (No Vox)
- Alarm für Cobra 11 - Die Autobahnpolizei: Darkness and Light (No Vox)
- Super Smash Bros. Brawl: Darkness and Light (No Vox), Darkness and Light
- Sonic 2006: Darkness and Light (No Vox), Darkest Light (No Vox), Darkness and Light, Darkest Light
- Вавилон: Impending Doom
- Ведьмина гора
- Властелин колец: Братство кольца: Gothic Monsters
- Война миров: Gothic Power Mix 2
- Воображариум доктора Парнаса: Odyssey
- Гарри Поттер и узник Азкабана (фильм): The Revelation
- Гарри Поттер и Кубок огня: Overwhelming Force
- Гарри Поттер и Дары Смерти: Final hour
- Гарри Поттер и Орден Феникса: Titans (No Vox)
- Гарри Поттер и Принц-полукровка: City of Gold
- Гран Торино: Through The Fire
- День, когда Земля остановилась: Timeline
- Sonic Unleashed: Eye of the Storm
- Sonic Colors: Imperial Force
- Ещё одна из рода Болейн: Here Comes The King
- Ёлки 3
- Железный человек: Rankle
- Затащи меня в Ад
- Золотой компас
- Индиана Джонс и Королевство хрустального черепа: Alpha Commander
- Искупление: The Vision
- Кинг-Конг: Dethroned (No Choir)
- Книга Илая: Centaur
- Корабль": I Can Feel It Inside, и другие
- Лабиринт Фавна: The Revelation
- Матч-пойнт: Tunnel of Darkness (No Choir)
- Молчание ягнят: Ravenous
- Морской пехотинец: Heavy Stuff (No Vox)
- Неудобная правда: Tunnel of Darkness (No Choir)
- Остаться в живых: Fata Morgana
- Переступить черту: Don’t Look Back
- Пираты Карибского моря: На краю Света: Return of the King, Dark Empire Remix, Skeletons Rising
- Послезавтра: Shadow of Tyrrany
- Правдивая история Красной Шапки: Spell On Me
- Право на убийство: Jacked Up
- Приключения Десперо
- Пророк: Dark Empire
- Приют: Clairvoyance
- Светофор (телесериал)
- Семь жизней: Darkness and Light (No Vox)
- Сенсация: Swing Swing Swing
- Список Шиндлера: Gothic Power
- Суини Тодд, демон-парикмахер с Флит-стрит: Return Of The King
- Сумерки: The Power Of One
- Сумерки. Сага. Новолуние
- Тёмный рыцарь: Army of Doom
- Титаник: Return Home
- Трансформеры: Timeline (No Vox)
- Форрест Гамп: Warpath
- Халк: Apocalypse
- Хеллбой: Герой из пекла
- Храброе сердце: Gothic Power
- Хроники Нарнии: Лев, колдунья и волшебный шкаф: Here Comes The King
- Хроники Нарнии: Принц Каспиан
- Хэнкок: Dark Empire Remix
- Человек-паук 2: Lacrimosa (Choir)
- Человек-паук: Враг в отражении: Gothix (No Vox), Olympia
- Чернильное сердце: Ascend and Conquer
- F.E.A.R. 3 (Игра)

X-Ray Dog создали 54 альбома, которые не доступны в открытой продаже. Эти альбомы можно прослушать, например, на этом сайте.

## Дискография
- New Music
- Bonz Unleashed
- Prime Cuts
- Sit Up And Listen
- Fresh Meat
- New Tricks
- Mad Dog
- A Breed Apart
- Double Live Doggie Style I
- Double Live Doggie Style II
- Dog Party
- Canis Rex I
- Canis Rex II
- Dog Eat Dog I
- Dog Eat Dog II
- Hellhounds
- Bites Barks Growls
- B.B.G. Elements
- Dog Gone Wild
- X-Ray Spex
- Best in Show
- Mighty Dog
- K-9 Empire I
- K-9 Empire II
- Cerberus I
- Cerberus II
- Boneyard I
- Boneyard II
- Dog Rock
- Alpha Dog
- Mechanimal
- Dogs of War I
- Dogs of War II
- Top Dog
- Argos
- Anubis
- Canis Maximus
- Feed The Beast
- Night Hounds
- Woofer
- Rip Chew Gnaw
- Internal Organs
- Seeing Eye
- Bite Size I
- Bite Size II
- Bite Size III
- Bite Size IV
- Bare Bones
- Scent of Evil
- Pet Shop
- Muttsketeer
- X-Pack
- Funny Bones
- Big Licks
- Howlin' All Night

## Ссылка
- Официальный сайт (англ.)